# Publix Motor Car
Die Publix Motor Car Company war ein US-amerikanischer Automobilhersteller, der 1947 und 1948 in Buffalo (New York) ansässig war.
Der Publix war ein dreirädriger, offener Roadster mit zwei Sitzplätzen, ohne Dach und ohne Türen. Die Schnauze lief spitz zu. Das einzelne Vorderrad konnte mit einem Lenkrad gelenkt werden, das zum linken oder zum rechten Sitzplatz geschwenkt werden konnte. Angetrieben wurde der Publix von Einzylindermotoren verschiedener Hersteller, die zwischen 1,7 bhp (1,25 kW) und 10,4 bhp (7,65 kW) leisteten. Der Motor war hinten eingebaut und trieb die Hinterachse an.
Der Radstand des Fahrzeuges betrug 1270 mm, die Gesamtlänge 1829 mm. Je nach Motor wog es 68–91 kg und kostete 300 US$. Zum platzsparenden Parken war das ganze Auto auf die Hinterfläche zu kippen, sodass es hochkant stand.